# Somport
Somport je horský průsmyk v Pyrenejích, kterým prochází státní hranice mezi Francií a Španělskem. Nadmořská výška průsmyku je 1632 m. Stojí zde celnice, turistická útulna a modernistická mariánská kaple Ermita del Pilar, ze starého špitálu svaté Kristiny se zachovaly jen ruiny. Nedaleko se nachází lyžařské středisko Candanchú. Vede tudy běžkařská trasa a v létě se koná cyklistický závod Quebrantahuesos.
Název pochází z latinského výrazu summus portus (nejvyšší brána). Ve starověku přes průsmyk procházela cesta Via Tolosana, která se ve středověku stala jednou z větví Svatojakubské cesty. Oproti většině pyrenejských průsmyků je Somport schůdný i v zimním období.
Průsmyk odděluje francouzské údolí Vallée d'Aspe a španělské Valle del Aragón. Hranici zde stanovila smlouva z Vesiau. Každoročně se v průsmyku koná slavnost, na níž zástupci obou stran prodlužují platnost dohody.
V devatenáctém století byly pro ochranu hranice vybudovány pevnosti – ve Španělsku Fuerte de Coll de Ladrones a na francouzské straně Fort du Portalet, využívaná převážně jako věznice.
Byl zde postaven železniční tunel na trati z Pau do Canfrancu a tunel pro automobily na Evropské silnici E7. Proti stavbě silničního tunelu vystupovalo silné protestní hnutí, upozorňující na ohrožení horského ekosystému, kde žije mj. medvěd hnědý. Vedl je Éric Petetin, který organizoval demonstrace a držel hladovky, za sabotáž stavby byl i krátce vězněn a nakonec byl prohlášen za psychicky nemocného.